# Prix Poncelet
Le prix Poncelet, baptisé d'après le scientifique français Jean-Victor Poncelet, est un prix scientifique attribué par l'Académie des sciences française.
Attribué tous les ans depuis 1868, il a été mis en place après demande de la veuve du scientifique.

## Lauréats
La liste qui suit est incomplète. Quand la raison donnée par la revue Nature est connue, elle est inscrite. 

### XXesiècle
- (1901) Émile Borel
- (1902) Maurice d'Ocagne
- (1903) David Hilbert
- (1904) Désiré André
- (1905) Charles Lallemand
- (1906) Claude Guichard
- (1907) Charles Renard, à titre posthume, « pour ses recherches mathématiques et expérimentales sur la mécanique et pour la part qui lui revient dans l'état actuel de l'aéronautique[5]. »
- (1908) Erik Ivar Fredholm, « pour ses recherches sur les équations intégrales. »
- (1909) Comte de Sparre, « pour ses études de balistique et ses travaux en mécanique. »
- (1910) Charles Riquier (en)
- (1911) Auguste Rateau[6]
- (1912) Edmond Maillet
- (1913) Maurice Leblanc (ingénieur), « pour l’ensemble de ses recherches en mécanique. »
- (1914) Henri-Léon Lebesgue
- (1915) Charles Rabut[7]
- (1916) Charles-Jean de La Vallée Poussin[8]
- (1917) Jules Andrade, « pour ses travaux en mécanique appliquée, particulièrement ceux ayant trait à la chronométrie. »
- (1918) Joseph Larmor
- (1919) Prosper Jules Charbonnier, « pour ses travaux de balistique[9] »
- (1920) Élie Cartan, « pour l’ensemble de son œuvre. »
- (1921) Émile Jouguet
- (1922) Jules Drach, « pour l'ensemble de son œuvre mathématique. »
- (1923) Auguste Boulanger (posthume), « pour l’ensemble de son œuvre scientifique. »
- (1924) Ernest Vessiot, « pour l’ensemble de son œuvre mathématique. »
- (1925) Denis Eydoux (de), « pour l’ensemble de son œuvre en hydraulique. »
- (1926) Paul Montel, « pour l’ensemble de son œuvre mathématique. »
- (1927) Henri Villat
- (1929) Alfred-Marie Liénard
- (1930) Arnaud Denjoy, « pour l'ensemble de son œuvre mathématique. »
- (1932) Raoul Bricard, « pour son œuvre en géométrie. »
- (1934) Maurice Fréchet, « pour l'ensemble de son œuvre mathématique. »
- (1935) Auguste Lafay, aérodynamicien et prof. à l’École polytechnique, « pour l'ensemble de son œuvre. »
- (1936) Paul Lévy, « pour l’ensemble de son œuvre mathématique. »
- (1937) Joseph Bethenod[10]
- (1938) Szolem Mandelbrojt
- (1939) Henri Bénard[11]
- (1940) Lucien Godeaux[12]
- (1942) René Garnier
- (1945) Alphonse Demoulin
- (1948) Georges Valiron
- (1951) Joseph Kampé de Fériet
- (1954) Georges Darmois[13]
- (1972) Michel Lazard
- (1975) Jean Céa
- (1978) Henri Skoda
- (1981) Philippe Ciarlet
- (1987) Pierre Ladevèze
- (1990) Jean-Yves Girard
- (1993) Marie Farge
- (1995) Yves Le Jan

### Autres lauréats (non confirmés)
- Julius Robert von Mayer